# Bruce Willis-filmográfia
Bruce Willis amerikai színész, filmproducer és énekes.
Filmes pályafutása az 1980-as években kezdődött televíziós szerepekkel, legemlékezetesebb alakítását A simlis és a szende című sorozatban nyújtotta, 1985 és 1989 között. Napjainkig több mint hatvan filmben szerepelt, műfajukat tekintve akciófilmekben, filmdrámákban és vígjátékokban egyaránt látható volt. Egyik legismertebb filmes alakítása a New York-i rendőrnyomozó, John McClane szerepe a Die Hard-sorozatban, melynek 1988 és 2013 között öt része készült el. Willis emellett olyan, bevételi szempontból sikeres filmekben is szerepelt, mint a Ponyvaregény (1994), a 12 majom (1995), Az ötödik elem (1997), az Armageddon (1998), a Hatodik érzék (1999), A sebezhetetlen (2000), a Sin City – A bűn városa (2005) vagy a The Expendables – A feláldozhatók (2010), illetve annak 2012-es folytatása. Leggyakoribb filmes magyar hangja Dörner György.
Willis pályafutása során több jelölésből két Primetime Emmy-díjat és egy Golden Globe-díjat nyert, illetve négy Szaturnusz-díj jelölést kapott. A Box Office Mojo elnevezésű, a filmek jegyeladási statisztikáival foglalkozó weboldal szerint Willis filmes szerepléseivel eddig összesen kb. 2,5-3 milliárd amerikai dolláros bevételt termelt az Amerikai Egyesült Államokban, ez filmenként átlagosan 50-55 millió dollárt jelent. Willis főszereplőként a Box Office Mojo rangsora alapján a kilencedik legjobban kereső színésznek számít.

## Filmográfia

### Film
| Év   | Magyar cím                                      | Eredeti cím                              | Szerep                                | Magyar hang            | Rendező(k)                 | Ref.  |
| ---- | ----------------------------------------------- | ---------------------------------------- | ------------------------------------- | ---------------------- | -------------------------- | ----- |
| 1980 | Az első halálos bűn                             | The First Deadly Sin                     | statiszta                             |                        | Brian G. Hutton            |       |
| 1981 | A város hercege                                 | Prince of the City                       | zöldfülű rendőr                       |                        | Sidney Lumet (1.)          |       |
| 1982 | Az ítélet                                       | The Verdict                              | törvényszéki megfigyelő               |                        | Sidney Lumet (2.)          |       |
| 1987 | Nem látni és megszeretni                        | Blind Date                               | Walter Davis                          | Józsa Imre             | Blake Edwards (1.)         | [ 5 ] |
| 1987 | Nem látni és megszeretni                        | Blind Date                               | Walter Davis                          | Széles László          | Blake Edwards (1.)         | [ 5 ] |
| 1988 | Naplemente                                      | Sunset                                   | Tom Mix                               | Dörner György          | Blake Edwards (2.)         | [ 5 ] |
| 1988 | Drágán add az életed!                           | Die Hard                                 | John McClane                          | Vass Gábor             | John McTiernan (1.)        | [ 5 ] |
| 1988 | Drágán add az életed!                           | Die Hard                                 | John McClane                          | Dörner György          | John McTiernan (1.)        | [ 5 ] |
| 1989 | Az ellenség földjén                             | In Country                               | Emmett Smith                          | Szerednyey Béla        | Norman Jewison             | [ 5 ] |
| 1989 | Nicsak, ki beszél!                              | Look Who's Talking                       | Mikey (hangja)                        | Mikó István            | Amy Heckerling (1.)        | [ 5 ] |
| 1989 |                                                 | That's Adequate (áldokumentumfilm)       | önmaga                                |                        | Harry Hurwitz              |       |
| 1990 | Még drágább az életed                           | Die Hard 2                               | John McClane                          | Szakácsi Sándor        | Renny Harlin               | [ 5 ] |
| 1990 | Nicsak, ki beszél még!                          | Look Who's Talking Too                   | Mikey (hangja)                        | Mikó István            | Amy Heckerling (2.)        | [ 5 ] |
| 1990 | Hiúságok máglyája                               | The Bonfire of the Vanities              | Peter Fallow                          | Csernák János          | Brian De Palma             | [ 5 ] |
| 1991 | Öldöklő vágyak                                  | Mortal Thoughts                          | James Urbanski                        | Dörner György          | Alan Rudolph (1.)          | [ 5 ] |
| 1991 | Hudson Hawk – Egy mestertolvaj aranyat ér       | Hudson Hawk                              | Eddie 'Hudson Hawk' Hawkins           | Dörner György          | Michael Lehmann            | [ 5 ] |
| 1991 | Billy Bathgate                                  | Billy Bathgate                           | Bo Weinberg                           | Sinkovits-Vitay András | Robert Benton (1.)         | [ 5 ] |
| 1991 | Az utolsó cserkész                              | The Last Boy Scout                       | Joseph Cornelius 'Joe' Hallenbeck     | Sörös Sándor           | Tony Scott                 | [ 5 ] |
| 1991 | Az utolsó cserkész                              | The Last Boy Scout                       | Joseph Cornelius 'Joe' Hallenbeck     | Dörner György          | Tony Scott                 | [ 5 ] |
| 1992 | A játékos                                       | The Player                               | önmaga (cameo)                        |                        | Robert Altman              | [ 5 ] |
| 1992 | Jól áll neki a halál                            | Death Becomes Her                        | Dr. Ernest Menville                   | Dörner György          | Robert Zemeckis            | [ 5 ] |
| 1993 | Haláli fegyver                                  | Loaded Weapon 1                          | John McClane (cameo)                  | Varga Tamás            | Gene Quintano              | [ 5 ] |
| 1993 | Árral szemben                                   | Striking Distance                        | Tom 'Tommy' Hardy                     | Vass Gábor             | Rowdy Herrington           | [ 5 ] |
| 1993 | Árral szemben                                   | Striking Distance                        | Tom 'Tommy' Hardy                     | Dörner György          | Rowdy Herrington           | [ 5 ] |
| 1994 | Az éj színe                                     | Color of Night                           | Dr. Bill Capa                         | Jakab Csaba            | Richard Rush               | [ 5 ] |
| 1994 | Világgá mentem                                  | North                                    | narrátor                              | Mihályi Győző          | Rob Reiner (1.)            |       |
| 1994 | Világgá mentem                                  | North                                    | narrátor                              | Dörner György          | Rob Reiner (1.)            |       |
| 1994 | Világgá mentem                                  | North                                    | narrátor                              | Csankó Zoltán          | Rob Reiner (1.)            |       |
| 1994 | Ponyvaregény                                    | Pulp Fiction                             | Butch Coolidge                        | Dörner György          | Quentin Tarantino (1.)     |       |
| 1994 | Senki bolondja                                  | Nobody's Fool                            | Carl Roebuck                          | Dörner György          | Robert Benton (2.)         |       |
| 1995 | Die Hard – Az élet mindig drága                 | Die Hard with a Vengeance                | John McClane                          | Dörner György          | John McTiernan (2.)        | [ 5 ] |
| 1995 | Négy szoba                                      | Four Rooms                               | Leo (The Man from Hollywood szegmens) | Barbinek Péter         | Quentin Tarantino (2.)     |       |
| 1995 | 12 majom                                        | 12 Monkeys                               | James Cole                            | Dörner György          | Terry Gilliam              | [ 5 ] |
| 1996 | Az utolsó emberig                               | Last Man Standing                        | John Smith                            | Dörner György          | Walter Hill                | [ 5 ] |
| 1996 | Beavis és Butt-head lenyomja Amerikát           | Beavis and Butt-head Do America          | Muddy Grimes (hangja)                 |                        | Mike Judge                 |       |
| 1997 | Az ötödik elem                                  | The Fifth Element                        | Korben Dallas                         | Dörner György          | Luc Besson                 |       |
| 1997 | A Sakál                                         | The Jackal                               | Sakál                                 | Dörner György          | Michael Caton-Jones        | [ 5 ] |
| 1997 | A Sakál                                         | The Jackal                               | Sakál                                 | Sörös Sándor           | Michael Caton-Jones        | [ 5 ] |
| 1998 | A kód neve: Merkúr                              | Mercury Rising                           | Art Jeffries                          | Dörner György          | Harold Becker              | [ 5 ] |
| 1998 | A kód neve: Merkúr                              | Mercury Rising                           | Art Jeffries                          | Sörös Sándor           | Harold Becker              | [ 5 ] |
| 1998 | Armageddon                                      | Armageddon                               | Harry S. Stamper                      | Szakácsi Sándor        | Michael Bay                | [ 5 ] |
| 1998 |                                                 | Franky Goes to Hollywood (rövidfilm)     | önmaga                                |                        | Brendan Kelly              |       |
| 1998 | Szükségállapot                                  | The Siege                                | William Devereaux vezérőrnagy         | Dörner György          | Edward Zwick               | [ 5 ] |
| 1999 | Bajnokok reggelije                              | Breakfast of Champions                   | Dwayne Hoover                         | Dörner György          | Alan Rudolph (2.)          | [ 5 ] |
| 1999 | Hatodik érzék                                   | The Sixth Sense                          | Dr. Malcolm Crowe                     | Szakácsi Sándor        | M. Night Shyamalan (1.)    | [ 5 ] |
| 1999 | Velem vagy nélküled                             | The Story of Us                          | Ben Jordan                            | Sörös Sándor           | Rob Reiner (2.)            | [ 5 ] |
| 2000 | Bérgyilkos a szomszédom                         | The Whole Nine Yards                     | Jimmy 'Tulipán' Tudeski               | Dörner György          | Jonathan Lynn              | [ 5 ] |
| 2000 | A kölyök                                        | Disney's The Kid                         | Russell 'Russ' Duritz                 | Szakácsi Sándor        | Jon Turteltaub             | [ 5 ] |
| 2000 | A sebezhetetlen                                 | Unbreakable                              | David Dunn                            | Szakácsi Sándor        | M. Night Shyamalan (2.)    | [ 5 ] |
| 2001 | Banditák                                        | Bandits                                  | Joe Blake                             | Dörner György          | Barry Levinson (1.)        | [ 5 ] |
| 2002 | Hart háborúja                                   | Hart's War                               | William A. McNamara ezredes           | Dörner György          | Gregory Hoblit             | [ 5 ] |
| 2002 | A krokodilvadász: Mentsd a bőröd!               | The Crocodile Hunter: Collision Course   | nem szerepel                          |                        | John Stainton              |       |
| 2002 | A nagy bajnok                                   | Grand Champion                           | Mr. Blandford                         |                        | Barry Tubb                 |       |
| 2003 | A Nap könnyei                                   | Tears of the Sun                         | A.K. Waters hadnagy                   | Szakácsi Sándor        | Antoine Fuqua              | [ 5 ] |
| 2003 | Fecsegő tipegők – A vadon szaga                 | Rugrats Go Wild                          | Spike (hangja)                        | Bácskai János          | Norton Virgien             |       |
| 2003 | Fecsegő tipegők – A vadon szaga                 | Rugrats Go Wild                          | Spike (hangja)                        | Bácskai János          | John Eng                   |       |
| 2003 | Charlie angyalai: Teljes gázzal                 | Charlie's Angels: Full Throttle          | William Rose Bailey                   | Dörner György          | McG                        |       |
| 2004 | Már megint bérgyilkos a szomszédom              | The Whole Ten Yards                      | Jimmy 'Tulipán' Tudeski               | Dörner György          | Howard Deutch              | [ 5 ] |
| 2004 | Ocean’s Twelve – Eggyel nő a tét                | Ocean's Twelve                           | önmaga (cameo)                        | Szakácsi Sándor        | Steven Soderbergh          |       |
| 2005 | Túszdráma                                       | Hostage                                  | Jeff Talley                           | Dörner György          | Florent Emilio Siri        | [ 5 ] |
| 2005 | Sin City – A bűn városa                         | Sin City                                 | John Hartigan                         | Dörner György          | Robert Rodríguez (1.)      |       |
| 2005 | Sin City – A bűn városa                         | Sin City                                 | John Hartigan                         | Dörner György          | Frank Miller (1.)          |       |
| 2006 | Alpha Dog                                       | Alpha Dog                                | Sonny Truelove                        | Dörner György          | Nick Cassavetes            |       |
| 2006 | 16 utca                                         | 16 Blocks                                | Jack Mosley                           | Dörner György          | Richard Donner             | [ 5 ] |
| 2006 | Megetetett társadalom                           | Fast Food Nation                         | Harry Rydell                          | Dörner György          | Richard Linklater          |       |
| 2006 | Alvilági játékok                                | Lucky Number Slevin                      | Mr. Goodkat                           | Dörner György          | Paul McGuigan              |       |
| 2006 |                                                 | The Hip Hop Project (dokumentumfilm)     | önmaga                                |                        | Matt Ruskin                |       |
| 2006 | Túl a sövényen                                  | Over the Hedge                           | Stikli (hangja)                       | Czvetkó Sándor         | Tim Johnson                | [ 5 ] |
| 2006 | Túl a sövényen                                  | Over the Hedge                           | Stikli (hangja)                       | Czvetkó Sándor         | Karey Kirkpatrick          | [ 5 ] |
| 2006 | Túl a sövényen: Hammy és a bumeráng (rövidfilm) | Hammy's Boomerang Adventure              | Stikli (hangja)                       | Czvetkó Sándor         | Will Finn                  |       |
| 2006 | Családi űrutazás                                | The Astronaut Farmer                     | Doug Masterson ezredes                |                        | Michael Polish             |       |
| 2007 | Vadidegen                                       | Perfect Stranger                         | Harrison Hill                         | Dörner György          | James Foley                | [ 5 ] |
| 2007 | Grindhouse – Terrorbolygó                       | Grindhouse: Planet Terror                | Muldoon hadnagy                       | Dörner György          | Robert Rodríguez (2.)      |       |
| 2007 | Nancy Drew: A hollywoodi rejtély                | Nancy Drew                               | önmaga                                | Sörös Sándor           | Andrew Fleming             |       |
| 2007 | Die Hard 4.0 – Legdrágább az életed             | Live Free or Die Hard                    | John McClane                          | Dörner György          | Len Wiseman                | [ 5 ] |
| 2008 | Minden azzal kezdődött                          | What Just Happened                       | önmaga                                | Sörös Sándor           | Barry Levinson (2.)        |       |
| 2008 | Merénylet a suligóré ellen                      | Assassination of a High School President | Kirkpatrick igazgató                  | Dörner György          | Brett Simon                |       |
| 2009 | Hasonmás                                        | Surrogates                               | Tom Greer ügynök                      | Sörös Sándor           | Jonathan Mostow            | [ 5 ] |
| 2010 | Két kopper                                      | Cop Out                                  | Jimmy Monroe                          | Dörner György          | Kevin Smith                | [ 5 ] |
| 2010 | The Expendables – A feláldozhatók               | The Expendables                          | Mr. Church                            | Dörner György          | Sylvester Stallone         |       |
| 2010 | RED                                             | Red                                      | Frank Moses                           | Dörner György          | Robert Schwentke           | [ 5 ] |
| 2011 | Felültetve                                      | Setup                                    | Jack Biggs                            | Dörner György          | Mike Gunther               |       |
| 2011 | Dupla csapda                                    | Catch .44                                | Mel                                   | Sörös Sándor           | Aaron Harvey               | [ 5 ] |
| 2011 | A fekete mamba                                  | The Black Mamba (rövidfilm)              | Mr. Suave                             |                        | Robert Rodríguez (3.)      |       |
| 2012 | Holdfény királyság                              | Moonrise Kingdom                         | Duffy Sharp százados                  | Dörner György          | Wes Anderson               | [ 5 ] |
| 2012 | Lady Vegas                                      | Lay the Favorite                         | Dink Heimowitz                        |                        | Stephen Frears             | [ 5 ] |
| 2012 | The Expendables – A feláldozhatók 2.            | The Expendables 2                        | Mr. Church                            | Dörner György          | Simon West                 |       |
| 2012 | Az igazság nyomában                             | The Cold Light of Day                    | Martin                                | Dörner György          | Mabrouk El Mechri          | [ 5 ] |
| 2012 | Looper – A jövő gyilkosa                        | Looper                                   | Joe idősen                            | Sörös Sándor           | Rian Johnson               | [ 5 ] |
| 2012 | Tüzes bosszú (Tűz ellen tűzzel)                 | Fire with Fire                           | Mike Cella                            | Dörner György          | David Barrett              |       |
| 2013 | Die Hard – Drágább, mint az életed              | A Good Day to Die Hard                   | John McClane                          | Dörner György          | John Moore                 | [ 5 ] |
| 2013 | G.I. Joe: Megtorlás                             | G.I. Joe: Retaliation                    | Joseph Colton tábornok / G.I. Joe     | Dörner György          | Jon M. Chu                 | [ 5 ] |
| 2013 | RED 2.                                          | RED 2                                    | Frank Moses                           | Dörner György          | Dean Parisot               | [ 5 ] |
| 2014 | Sin City: Ölni tudnál érte                      | Sin City: A Dame to Kill For             | John Hartigan                         | Dörner György          | Robert Rodríguez (4.)      |       |
| 2014 | Sin City: Ölni tudnál érte                      | Sin City: A Dame to Kill For             | John Hartigan                         | Dörner György          | Frank Miller (2.)          |       |
| 2014 | A herceg                                        | The Prince                               | Omar                                  | Dörner György          | Brian A. Miller (1.)       | [ 5 ] |
| 2015 | Végzetes játékok                                | Vice                                     | Julian Michaels                       | Dörner György          | Brian A. Miller (2.)       | [ 5 ] |
| 2015 | Afgán csillag                                   | Rock the Kasbah                          | Bombay Brian                          | Dörner György          | Barry Levinson (3.)        |       |
| 2015 | Mentőakció                                      | Extraction                               | Leonard Turner                        | Dörner György          | Steven C. Miller (1.)      | [ 5 ] |
| 2016 | Értékes rakomány                                | Precious Cargo                           | Eddie Pilosa                          | Dörner György          | Max Adams                  |       |
| 2016 | Fosztogatók                                     | Marauders                                | Jeffrey Hubert                        | Sörös Sándor           | Steven C. Miller (2.)      |       |
| 2016 | Széttörve                                       | Split                                    | David Dunn (cameo)                    | Dörner György          | M. Night Shyamalan (3.)    |       |
| 2017 | Volt egyszer egy Venice                         | Once Upon a Time in Venice               | Steve Ford                            | Dörner György          | Mark Cullen                |       |
| 2017 | Első gyilkosság                                 | First Kill                               | Marvin Howell rendőrfőnök             | Kőszegi Ákos           | Steven C. Miller (3.)      |       |
| 2018 | A bosszú szövetsége                             | Acts of Violence                         | James Avery nyomozó                   | Dörner György          | Brett Donowho              |       |
| 2018 | Bosszúvágy                                      | Death Wish                               | Dr. Paul Kersey                       | Dörner György          | Eli Roth                   |       |
| 2018 | Légicsapás                                      | Air Strike                               | Jack Johnson ezredes                  | Gubányi György István  | Hsziao Feng                |       |
| 2018 | Megtorlás                                       | Reprisal                                 | James Richardson                      | Dörner György          | Brian A. Miller (3.)       |       |
| 2019 | Üveg                                            | Glass                                    | David Dunn                            | Dörner György          | M. Night Shyamalan (4.)    |       |
| 2019 | A Lego-kaland 2.                                | The Lego Movie 2: The Second Part        | önmaga (hangja)                       | Dörner György          | Mike Mitchell              |       |
| 2019 | Árva Brooklyn                                   | Motherless Brooklyn                      | Frank Minna                           | Dörner György          | Edward Norton              |       |
| 2019 | Fejvesztve                                      | 10 Minutes Gone                          | Rex                                   | Dörner György          | Brian A. Miller (4.)       |       |
| 2019 | Trauma Center                                   | Trauma Center                            | Steve Wakes nyomozó                   | Dörner György          | Matt Eskandari (1.)        |       |
| 2020 | Éld túl az éjjelt!                              | Survive the Night                        | Frank Clark                           | Sörös Sándor           | Matt Eskandari (2.)        |       |
| 2020 | Kódolt kockázat                                 | Hard Kill                                | Donovan Chalmers                      | Sörös Sándor           | Matt Eskandari (3.)        |       |
| 2020 | Az utolsó űrhajó                                | Breach                                   | Clay Young                            | Sörös Sándor           | John Suits                 |       |
| 2021 | Kozmikus bűn                                    | Cosmic Sin                               | James Ford                            | Sörös Sándor           | Edward John Drake (1.)     |       |
| 2021 | Gyilkos ösvény                                  | Out of Death                             | Jack Harris                           | Dörner György          | Mike Burns (1.)            |       |
| 2021 | Hajsza egy gyilkos után                         | Midnight in the Switchgrass              | Karl Helter                           | Sörös Sándor           | Randall Emmett             |       |
| 2021 | Kereszttűzben                                   | Survive the Game                         | David                                 | Dörner György          | James Cullen Bressack (1.) |       |
| 2021 | Apex – Vadászok szigete                         | Apex                                     | Thomas Malone                         | Dörner György          | Edward John Drake (2.)     |       |
| 2021 | Túl a holtponton                                | Deadlock                                 | Ron Whitlock                          | Dörner György          | Jared Cohn (1.)            |       |
| 2021 | Fortress: Az erődítmény                         | Fortress                                 | Robert Michaels                       | Dörner György          | James Cullen Bressack (2.) |       |
| 2022 | Amerikai ostrom                                 | American Siege                           | Ben Watts                             | Dörner György          | Edward John Drake (3.)     |       |
| 2022 | Kerozin köz                                     | Gasoline Alley                           | Freeman nyomozó                       | Dörner György          | Edward John Drake (4.)     |       |
| 2022 | Mutánsok börtöne                                | Corrective Measures                      | Julius Loeb                           | Dörner György          | Sean O'Reilly              |       |
| 2022 | Halál éjfél után                                | A Day to Die                             | Alston                                | Barbinek Péter         | Wes Miller                 |       |
| 2022 | Fortress: Célkeresztben                         | Fortress: Sniper's Eye                   | Robert Michaels                       | Dörner György          | Josh Sternfeld             |       |
| 2022 | Rosszkor, rossz helyen                          | The Wrong Place                          | Frank                                 | Dörner György          | Mike Burns (2.)            |       |
| 2022 | A bosszú ára                                    | Vendetta                                 | Donnie Fetter                         | Dörner György          | Jared Cohn (2.)            |       |
| 2022 | Fehér elefánt                                   | White Elephant                           | Arnold Solomon                        | Barbinek Péter         | Jesse V. Johnson           |       |
| 2022 | Táv-felügyelő                                   | Wire Room                                | Shane Mueller                         | Sörös Sándor           | Matt Eskandari (4.)        |       |
| 2022 | Knight nyomozó – Az öntörvényű                  | Detective Knight: Rogue                  | James Knight                          | Dörner György          | Edward John Drake (5.)     |       |
| 2022 | Knight nyomozó 2. – Megváltás                   | Detective Knight: Redemption             | James Knight                          | Dörner György          | Edward John Drake (6.)     |       |
| 2022 | Paradise City                                   | Paradise City                            | Ian Swan                              | Epres Attila           | Chuck Russell              |       |
| 2022 | Paradise City                                   | Paradise City                            | Ian Swan                              | Dörner György          | Chuck Russell              |       |
| 2023 | Knight nyomozó 3. – Függetlenség                | Detective Knight: Independence           | James Knight                          | Dörner György          | Edward John Drake (7.)     |       |
| 2023 | A bérgyilkos                                    | Assassin                                 | Valmora                               | Dörner György          | Jesse Atlas                |       |

### Televízió
| Év        | Magyar cím             | Eredeti cím                     | Szerep                              | Megjegyzések                                              |
| --------- | ---------------------- | ------------------------------- | ----------------------------------- | --------------------------------------------------------- |
| 1978      |                        | Ziegfeld: The Man and His Women | statiszta (stáblistán nem szerepel) | tévéfilm                                                  |
| 1980      |                        | A Guru Comes                    | statiszta (stáblistán nem szerepel) | tévéfilm                                                  |
| 1984      | Miami Vice             | Miami Vice                      | Tony Amato                          | 1 epizód                                                  |
| 1985      | Alkonyzóna             | The Twilight Zone               | Peter Novins                        | 1 epizód                                                  |
| 1985–1989 | A simlis és a szende   | Moonlighting                    | David Addison Jr.                   | - főszereplő (65 epizód) - magyar hangja: - Dörner György |
| 1988      |                        | The Return of Bruno             | Bruno Radolini                      | tévéfilm                                                  |
| 1989      | Roseanne               | Roseanne                        | önmaga                              | 1 epizód                                                  |
| 1996      |                        | Bruno the Kid                   | Bruno (hangja)                      |                                                           |
| 1997      | Megőrülök érted        | Mad About You                   | önmaga                              | 1 epizód                                                  |
| 1999      | Ally McBeal            | Ally McBeal                     | Dr. Nickle                          | 1 epizód                                                  |
| 2000      | Jóbarátok              | Friends                         | Paul Stevens                        | - 3 epizód - magyar hangja: - Szakácsi Sándor             |
| 2002      |                        | True West                       | Lee                                 | tévéfilm                                                  |
| 2005      | Azok a 70-es évek show | That '70s Show                  | Vic                                 | 1 epizód                                                  |
| 2013      |                        | Saturday Night Live             | önmaga (házigazda)                  | 1 epizód (Bruce Willis / Katy Perry)                      |
| 2018      | Comedy Central Roast   | The Comedy Central Roast        | önmaga                              | különkiadás                                               |
| 2019      | Orville                | The Orville                     | Groogen (hangja)                    | 1 epizód (stáblistán nem szerepel)                        |

## Fontosabb díjak és jelölések

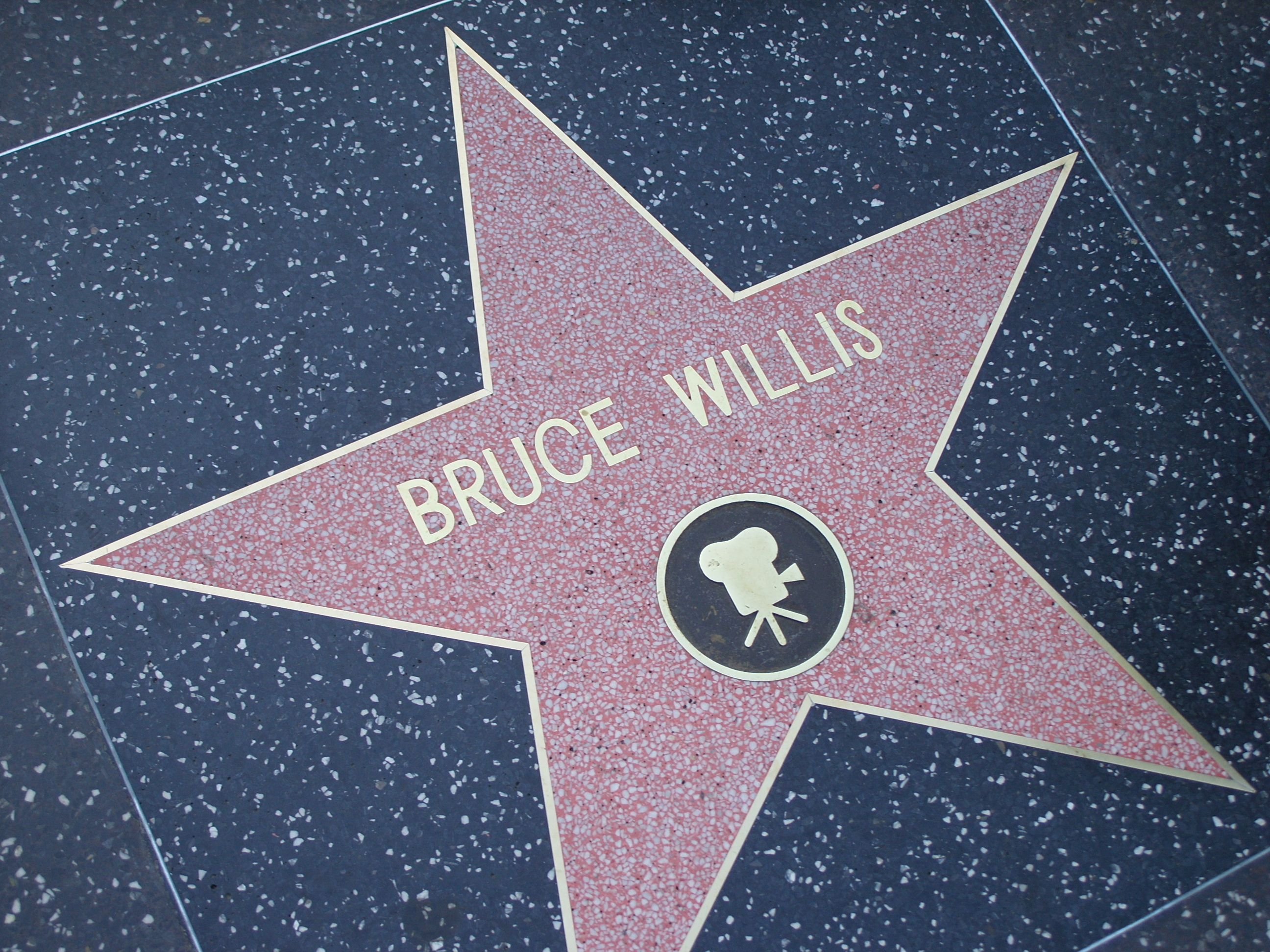
Willis csillaga a Hollywoodi hírességek sétányán

| Díj                    | Kategória                                                | Jelölt mű                                        | Év   | Eredmény |
| ---------------------- | -------------------------------------------------------- | ------------------------------------------------ | ---- | -------- |
| Golden Globe-díj       | legjobb férfi főszereplő (musical- vagy vígjátéksorozat) | A simlis és a szende                             | 1986 | Jelölve  |
| Golden Globe-díj       | legjobb férfi főszereplő (musical- vagy vígjátéksorozat) | A simlis és a szende                             | 1987 | Elnyerte |
| Golden Globe-díj       | legjobb férfi főszereplő (musical- vagy vígjátéksorozat) | A simlis és a szende                             | 1988 | Jelölve  |
| Golden Globe-díj       | legjobb férfi mellékszereplő                             | Az ellenség földjén                              | 1990 | Jelölve  |
| Primetime Emmy-díj     | legjobb férfi főszereplő (drámasorozat)                  | A simlis és a szende                             | 1986 | Jelölve  |
| Primetime Emmy-díj     | legjobb férfi főszereplő (drámasorozat)                  | A simlis és a szende                             | 1987 | Elnyerte |
| Primetime Emmy-díj     | legjobb vendégszínész (vígjátéksorozat)                  | Jóbarátok                                        | 2000 | Elnyerte |
| Szaturnusz-díj         | legjobb férfi főszereplő                                 | Jól áll neki a halál                             | 1993 | Jelölve  |
| Szaturnusz-díj         | legjobb férfi főszereplő                                 | 12 majom                                         | 1996 | Jelölve  |
| Szaturnusz-díj         | legjobb férfi főszereplő                                 | Armageddon                                       | 1999 | Jelölve  |
| Szaturnusz-díj         | legjobb férfi főszereplő                                 | Hatodik érzék                                    | 2000 | Jelölve  |
| MTV Movie Awards       | legjobb csapat                                           | Az utolsó cserkész                               | 1992 | Jelölve  |
| MTV Movie Awards       | legjobb csapat                                           | Hatodik érzék                                    | 2000 | Jelölve  |
| MTV Movie Awards       | legjobb színész                                          | Hatodik érzék                                    | 2000 | Jelölve  |
| Independent Spirit-díj | legjobb férfi mellékszereplő                             | Holdfény királyság                               | 2013 | Jelölve  |
| Arany Málna díj        | legrosszabb férfi főszereplő                             | Hudson Hawk – Egy mestertolvaj aranyat ér        | 1992 | Jelölve  |
| Arany Málna díj        | legrosszabb forgatókönyv                                 | Hudson Hawk – Egy mestertolvaj aranyat ér        | 1992 | Elnyerte |
| Arany Málna díj        | legrosszabb férfi főszereplő                             | Az éj színe és Világgá mentem                    | 1995 | Jelölve  |
| Arany Málna díj        | legrosszabb férfi főszereplő                             | Armageddon, A kód neve: Merkúr és Szükségállapot | 1999 | Elnyerte |
| Arany Málna díj        | legrosszabb férfi főszereplő                             | Bosszúvágy                                       | 2019 | Jelölve  |
| Arany Málna díj        | legrosszabb férfi mellékszereplő                         | Üveg                                             | 2020 | Jelölve  |

## Fordítás
- Ez a szócikk részben vagy egészben  a   Bruce Willis filmography című angol Wikipédia-szócikk fordításán alapul.  Az eredeti cikk szerkesztőit annak laptörténete sorolja fel. Ez a jelzés csupán a megfogalmazás eredetét és a szerzői jogokat jelzi, nem szolgál a cikkben szereplő információk forrásmegjelöléseként.